# Premjer-Liga (Kasachstan) 1998
1. WEITERLEITUNG Oberste Liga (Kasachstan) 1998